# Кузнецов, Валентин Николаевич
Валентин Николаевич Кузнецов — советский хозяйственный и государственный деятель, лауреат Государственной премии СССР за выдающиеся достижения в труде.

## Биография
Родился в 1937 году на территории современной Новгородской области. Член КПСС.
Окончил Ленинградский техникум железнодорожного транспорта.
В 1954—1991 годах — слесарь, помощник машиниста, машинист электровоза, руководитель комсомольско-молодежного отряда, секретарь партбюро электровозных колонн локомотивного депо Ленинград-сортировочный-Московский Октябрьской железной дороги.
Делегат XXVI съезда КПСС.
Инициатор соревнования на Октябрьской под девизом «Каждой поездке — знак качества». Вызвав на соревнование машиниста депо Москва-Сортировочная дважды Героя Социалистического Труда В. Ф. Соколова, одним из первых машинистов Октябрьской железной дороги начал водить составы со спаренными локомотивами.
За большой личный вклад в высокоэффективное использование авиационного и ж/д транспорта и рыболовных судов был в составе коллектива удостоен Государственной премии СССР за выдающиеся достижения в труде 1984 года.
Умер в Санкт-Петербурге в 2007 году.

## Награды
- Орден Трудовой Славы III степени